# Eschatothrips barythripoides
Eschatothrips barythripoides är en insektsart som först beskrevs av Watson 1935.  Eschatothrips barythripoides ingår i släktet Eschatothrips och familjen rörtripsar. Inga underarter finns listade i Catalogue of Life.